# Markanda
Die Markanda ist ein linker Nebenfluss des Ghaggar in Nordwest-Indien.
Sie entspringt in den Siwaliks 30 km nordwestlich der Stadt Paonta Sahib im Bundesstaat Himachal Pradesh. Anfangs fließt die Markanda 30 km in überwiegend westlicher Richtung durch das Bergland. 50 km ostsüdöstlich von Chandigarh erreicht der Fluss das den Siwaliks vorgelagerte Tiefland. Die Markanda fließt nun in südlicher, später in südwestlicher und westlicher Richtung durch den Bundesstaat Haryana. Der Fluss nimmt die Begna rechtsseitig auf. Später passiert er die Stadt Shahbad. Die Markanda mündet 25 km südlich von Patiala in den Ghaggar. 15 km oberhalb der Mündung trifft der Tangri rechtsseitig auf den Fluss. Die Markanda hat eine Länge von etwa 150 km. 
Der historische Name des Flusses ist Aruna.